# Ilemi-Dreieck

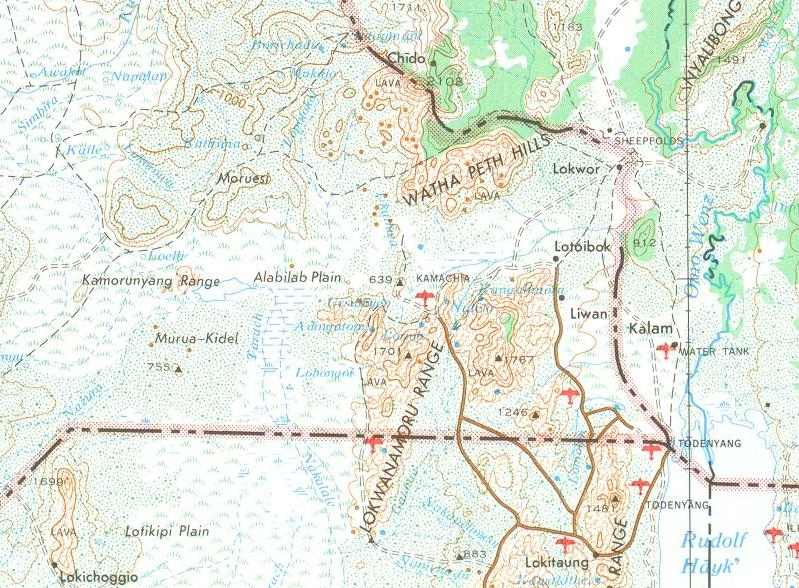
Karte von 1978 mit der „Maud Line“ als einzige internationale Grenze

Das Ilemi-Dreieck (auch nur Ilemi oder Elemi-Dreieck) ist ein umstrittenes Gebiet in Ostafrika zwischen Kenia, dem Südsudan und Äthiopien und wird mit einer Fläche zwischen 10.320 km² und 14.000 km² angegeben. Zurzeit (Stand 2010) wird es vollständig von Kenia kontrolliert und zum Turkana County der Provinz Rift Valley (Divisionen Lokichoggio und Lokitaung) gerechnet. Der Sudan und nach Unabhängigkeit des Südsudans im Jahre 2011 dieser, erhob bzw. erhebt ebenfalls Anspruch auf das Gebiet. Äthiopien erhebt seit dem frühen 20. Jahrhundert keinen Anspruch mehr darauf. Die unklare Situation ergab sich aus unpräzisen Formulierungen der Verträge aus der Kolonialzeit. Eine Einigung auf eine eindeutige Grenzziehung wurde bisher durch die instabilen Verhältnisse in der Region, z. B. den Sezessionskrieg im Südsudan, und die wirtschaftliche Marginalität des Gebietes verhindert. Der Name ist von Ilemi Akwon, einem Häuptling der Anuak, abgeleitet.

## Einwohner

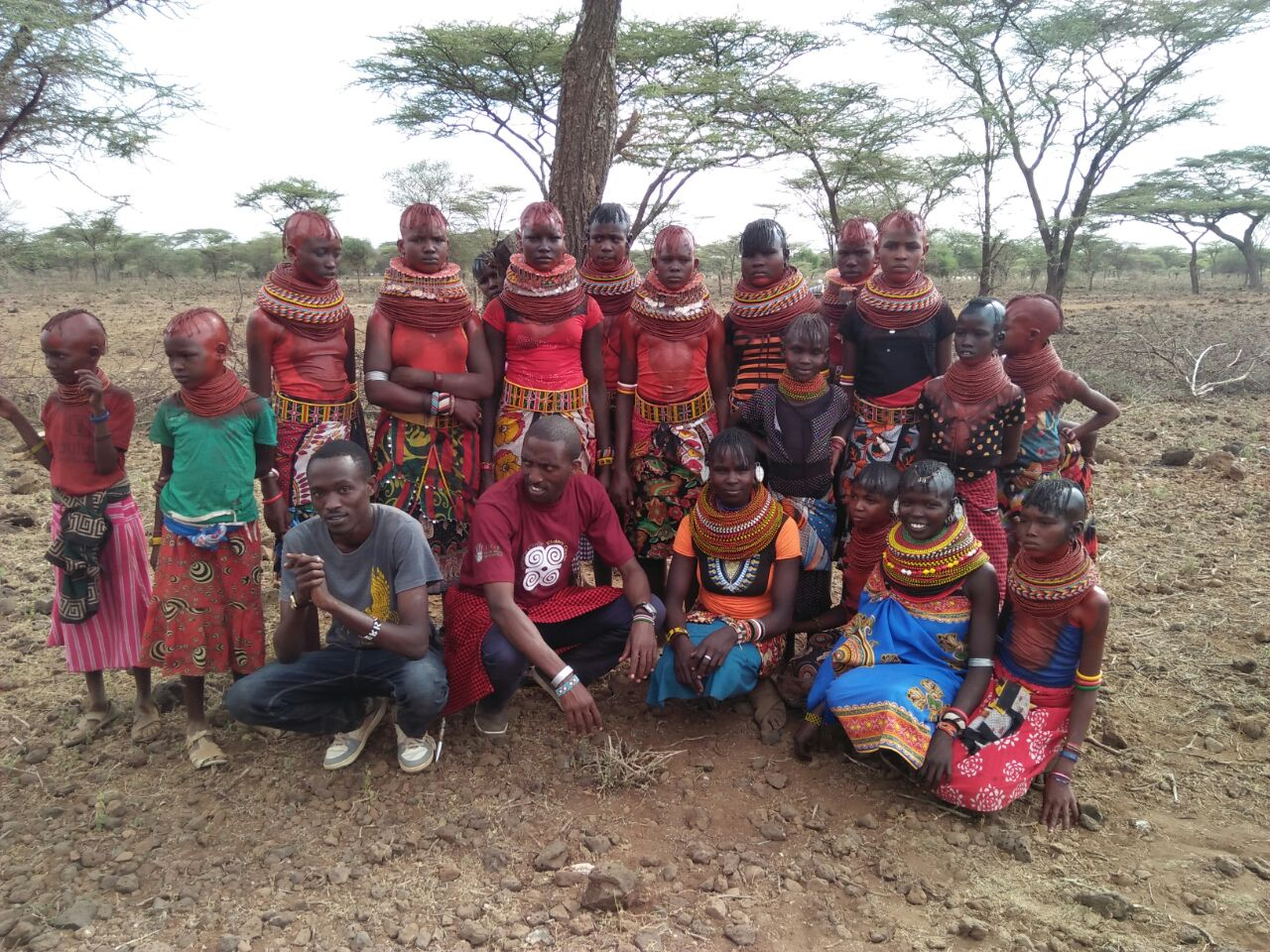
Angehörige des Turkana-Volkes

Die Bewohner des Ilemi-Dreiecks sind vorwiegend nomadische Viehzüchter der Volksgruppen der Turkana im Nordwesten und Süden sowie der Didinga und Toposa im Norden, der Nyangatom im Nordosten und der Dassanetch im Osten. In der Vergangenheit kam es unter der Hirten häufig zu Überfällen auf das Vieh. Seit dem 19. Jahrhundert lösten dabei Schusswaffen die traditionellen Waffen ab.

## Geschichte

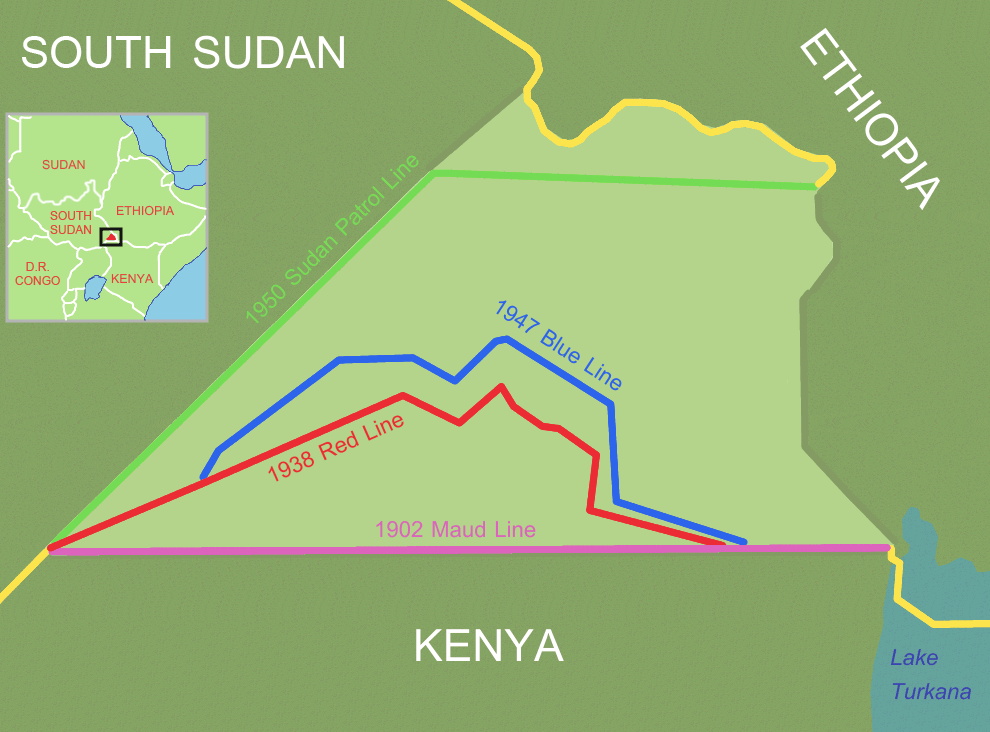
Abgrenzung des Ilemi-Dreiecks

Im Südosten des Ilemi-Dreiecks erhob der äthiopische Kaiser Menelik II. Anspruch auf den Turkana-See und schlug eine Grenze zu Britisch-Ostafrika vor, die vom südlichen Ende des Sees ostwärts bis zum Indischen Ozean verlaufen sollte. Von 1902 bis 1903 vermaß schließlich Philip Maud von den Royal Engineers die äthiopisch-sudanesische Grenze, die „Maud Line“. Sie wurde durch den anglo-äthiopischen Vertrag vom 6. Dezember 1907 zwischen Äthiopien und Britisch-Ostafrika angenommen. Die Lage der innerbritischen kenianisch-sudanesische Grenze wurde zwar nur vage beschrieben, doch das gesamte Ilemi-Dreieck war eindeutig auf der Westseite der äthiopisch-sudanesischen Grenze.
Im Jahr 1914 gewährte das Abkommen der Uganda-Sudan Boundary Commission dem Sudan über den heute trockenen Sanderson-Golf an der südöstlichen Ecke des Ilemi-Dreiecks Zugang zum Turkana-See (zu dieser Zeit war der Turkana-See die Grenze zwischen den britischen Territorien Uganda und Kenia).
Nach dem Ersten Weltkrieg bewaffneten die Äthiopier die Nyangatom- und Dassanech-Völker, wobei aus traditionellen Überfällen Schlachten wurden, denen hunderte Menschenleben zum Opfer fielen. Als Reaktion darauf stimmte der Anglo-Ägyptische Sudan im Jahre 1928 zu, kenianischen Militäreinheiten zu erlauben über die Grenze von 1914 die Turkana gegen die Dassanech und Nyangatom zu schützen, obwohl dies 30.000 Pfund pro Jahr kostete.
1929 begann Kenia den Sudan zu subventionieren, um das Gebiet zu besetzen, da dieser es wegen der als nutzlos empfundenen Natur nicht fortführen wollte. 1931 war es dann der Sudan, der Kenia subventionierte, um das Gebiet zu besetzen. In einer Reihe von Abkommen von 1929 bis 1934 einigten sich der Generalgouverneur des Anglo-Ägyptischen Sudan und der Gouverneur Britisch-Ostafrikas darauf, dass die 1931 zur Festlegung der nördliche Grenze der Weiden der Turkana gezogene „Red Line“, auch „Glenday-Line“ genannt, als Grenze akzeptiert werden sollte. 1938 sollte die Grenze schließlich neu gesetzt werden; ein gemeinsames kenianisch-sudanesisches Vermessungsteam vermaß die neue, der „Red Line“ ähnliche, „Wakefield-Line“.
Nachdem Italien 1936 in Äthiopien einmarschiert war, beanspruchte es ebenfalls das Gebiet des Ilemi-Dreiecks und war nicht mit der „Red Line“ als Einigung einverstanden. Die Dassanetch- und Nyangatom-Völker hatten unter der italienischen Besatzung gelitten und wollten ihre Verluste durch einen Überfall auf die Turkana wettmachen. Mehrere hundert Turkana wurden im Juli 1939 bei einem Überfall von ihnen getötet. Italien gab daraufhin seinen Anspruch auf das Ilemi-Dreieck auf und erlaubte den Briten, mit einem von der Royal Air Force unterstützten Überfall auf die Dassanetch und Nyangatom zu reagieren.
1941 besetzen britische Truppen der King’s African Rifles nach dem Ostafrikafeldzug während des Zweiten Weltkriegs das Ilemi-Dreieck, worauf das britische Außenministerium im Jahre 1944 die „Blue Line“ nordwestlich der „Red Line“ vermaß.
1950 errichtete der Sudan seine eigene Patrouillenlinie weiter nordwestlich der „Blue Line“ bis zur Grenze zu Äthiopien und verbot kenianischen sowie äthiopischen Hirten nordwestlich davon zu ziehen. die Polizeiarbeit und Entwicklung im Gebiet südöstlich davon gab er auf. Das kenianisch-sudanesische Abkommen legte jedoch fest, dass diese Patrouillenlinie die Souveränität dieses Gebietes in keiner Weise beeinträchtige, dass es keine internationale Grenze sei und weiterhin Geld an Kenia gezahlt werde, damit dieses das sudanesische patrouilliere. Zwischen 1949 und 1953 kam es zu Kämpfen, als der Sudan versuchte, die Nyangatom hinter der Patrouillenlinie zu halten. Nach der Unabhängigkeit des Sudan im Jahr 1956 verwaltete die Republik Sudan das Ilemi-Dreieck sowie einen Großteil des südlichen Landes aufgrund des Ersten sudanesischen Bürgerkriegs im südlichen Sudan nicht.

Das Ilemi-Dreieck als Teil des Turkana County

1967 unternahm die Regierung des kenianischen Präsidenten Jomo Kenyatta Annäherungsversuche an die Briten, um Unterstützung für die Abtretung des Dreiecks an Kenia zu sichern. Die Briten reagierten jedoch nicht und die Angelegenheit wurde beiseite geschoben. Die folgenden kenianischen Regierungen waren anscheinend bereit, den territorialen Status quo und ihre territoriale de facto Kontrolle zu akzeptieren, auch wenn der kenianische Einfluss nach der Verlegung der Sudanesischen Volksbefreiungsarmee in den Sudan in den 80er und 90er Jahren abnahm.
Kenia und Äthiopien hatten unterdessen 1964 ihre Grenze bekräftigt und auch eine Änderung der Grenze zwischen Äthiopien und dem Südsudan im Jahr 1972 löste das Ilemi-Problem nicht, da sie Kenia nicht betraf. Sie bestätigte jedoch erneut, dass Äthiopien keinen Anspruch auf das Ilemi-Dreieck hatte.
Seit den 1960er Jahren markierten viele kenianische Karten die „Red Line“ als offizielle Grenze Kenias, anstatt als gepunktete Grenze, wie sie es zuvor gewesen war. 1978 begann Kenia, die „Red Line“ von 1938 öffentlich und einseitig als internationale Grenze zwischen zum Sudan zu betrachten und 1986 begann Kenia, eine neue Karte zu verbreiten, die zum ersten Mal das Ilemi-Dreieck als integralen Bestandteil seines Territoriums darstellte.
In jüngerer Zeit zeigen viele kenianische Karten die Patrouillenlinie von 1950, die nördlichste als Grenze. Es stellte sich die Frage, ob ein geheimes Abkommen zwischen Kenia und dem Sudan getroffen wurde, um Kenia die Verwaltung dieses Gebiets zu ermöglichen, im Gegenzug für die Unterstützung im sudanesischen Bürgerkrieg. Das Ilemi-Dreieck wird seither vollständig von Kenia kontrolliert und zum Turkana County der Provinz Rift Valley (Divisionen Lokichoggio und Lokitaung) gerechnet.
In den letzten Jahrzehnten ist die Lösung des Problems ins Stocken geraten, da die beteiligten Länder andere Prioritäten hatten. Die jüngste Entdeckung von Erdöl in der Region erschwert die Lösung weiter. Mit der Unabhängigkeit des Südsudan im Jahr 2011 wurde der sudanesische Anspruch auf das Ilemi-Dreieck auf die südsudanesische Regierung in Juba übertragen.
| Ilemi-DreieckKenia | Ilemi-DreieckSüdsudan | Ilemi-DreieckÄthiopien |